# 松本武久
松本 武久（まつもと たけひさ、1980年9月8日 - ）は、日本棋院東京本院所属の囲碁棋士。長崎県五島市福江島生まれ。趙治勲名誉名人門下。

## 略歴
5歳から父の影響で、囲碁をはじめる。幼少時には、父の転勤が続いたため一所に長いこと居住することはなかったが、東京在住時に緑星囲碁学園に通いその中では弱かったと回顧する。
その後香川県高松市に転居し高松中央小学校5、6年で史上初の少年少女囲碁大会小学生の部で2連覇を果たす。
記念対局で趙治勲に2子局で敗れ、その夜に再度趙が自宅を訪問し2局打ち才能を認め、内弟子に採られ中学1年に千葉県へ転居。内弟子時代に1年先輩の金秀俊、後輩の鶴山淳志らと切磋琢磨し実力をつける。

## 棋歴
- 1997年 初段、二段
- 1998年 三段
- 1999年 四段
- 2001年 五段
- 2003年 六段
- 2006年 新人王戦優勝
- 2008年 七段
- 2010年 台日精鋭プロ囲碁選手権準優勝（優勝は周俊勲）
- 2013年 第38期碁聖戦挑戦者決定戦に進出も、河野臨に敗れ挑戦ならず。